# Psychonauts 2

Psychonauts 2 (з англ. — «Психонавти 2») — відеогра в жанрі платформер, розроблена Double Fine Productions і видана Xbox Game Studios. Її анонсували на церемонії The Game Awards 2015. Вихід гри для Windows, PlayStation 4, Xbox One і Xbox Series X / S відбувся 25 серпня 2021 року, для macOS і Linux у майбутньому.
Ігровий директор Double Fine Тім Шейфер висловлював бажання створити продовження Psychonauts, але фінансові потреби в розробці гри не давали приступити до її створення протягом декількох років. Після потужних продажів першої гри в різних торгових точках поряд зі стійким запитом з боку її фанатів, Double Fine прагнула придбати частину капіталу для фінансування розробки Psychonauts 2 за допомогою краудфандингу і інвестицій в розмірі 3,3 мільйона доларів через платформу Fig, запущену одночасно з анонсом гри. До початку 2016 року кампанія зібрала майже 4 мільйони доларів.